# مدونا و فرزند با کتاب مقدس
مدونا و فرزند یک تابلویی است که در ح. ۱۵۰۳ توسط رافائل نقاش رنسانس والا ایتالیایی تکمیل شد. در موزه نورتون سیمون در پاسادینا، کالیفرنیا نگهداری می‌شود.